# Operação Cottage
A Operação Cottage foi uma manobra tática que completou a campanha das Ilhas Aleutas. Em 15 de agosto de 1943, as forças militares aliadas desembarcaram na Ilha de Kiska, ocupada pelas forças japonesas desde junho de 1942. Os japoneses, no entanto, haviam abandonado secretamente a ilha duas semanas antes e, portanto, os desembarques dos Aliados não tiveram oposição. As forças aliadas sofreram mais de 313 baixas no total durante a operação, devido a minas terrestres e armadilhas japonesas, incidentes de fogo amigo e acidentes com veículos.

## História
Os japoneses comandados pelo capitão Takeji Ono desembarcaram em Kiska aproximadamente às 01h00 do dia 6 de junho de 1942, com uma força de cerca de 500 fuzileiros navais japoneses. Logo após a chegada, eles invadiram uma estação meteorológica americana, onde mataram dois e capturaram oito oficiais da Marinha dos Estados Unidos. Os oficiais capturados foram enviados ao Japão como prisioneiros de guerra. Outros 2 000 soldados japoneses chegaram, desembarcando no porto de Kiska. Nessa época, o contra-almirante Monzo Akiyama chefiava a força em Kiska. Em dezembro de 1942, unidades antiaéreas adicionais, engenheiros e um número insignificante de infantaria de reforço chegaram à ilha. Na primavera de 1943, o controle foi transferido para Kiichiro Higuchi.

### Plano de invasão e execução

A invasão aliada de Kiska, 17 de agosto de 1943

Após as pesadas baixas sofridas na Ilha Attu, os planejadores esperavam outra operação dispendiosa. Os planejadores táticos japoneses, entretanto, perceberam que a ilha isolada não era mais defensável e planejaram uma evacuação.
A partir do final de julho, houve sinais crescentes de retirada japonesa. Os analistas de fotografia aérea notaram que as atividades de rotina pareciam diminuir muito e quase nenhum movimento podia ser detectado no porto. Os danos da bomba pareciam não reparados e as tripulações relataram uma grande diminuição do fogo antiaéreo. Em 28 de julho, os sinais de rádio de Kiska cessaram totalmente.
Em 15 de agosto de 1943, a 7ª Divisão de Infantaria dos EUA, o 87º Regimento de Infantaria de Montanha da 10ª Divisão de Montanha e a 13ª Brigada de Infantaria Canadense da 6ª Divisão de Infantaria Canadense desembarcaram na costa oposta de Kiska. Os regimentos canadenses desembarcados incluíam os Fuzileiros Canadenses (Regimento da Cidade de Londres); os Granadeiros de Winnipeg; os Rocky Mountain Rangers; e os Fuzileiros São João. A invasão também envolveu o primeiro destacamento de combate da Primeira Força de Serviço Especial, uma unidade de forças especiais de elite composta por comandos americanos e canadenses.
As forças americanas e canadenses se confundiram, depois que um soldado canadense atirou nas linhas americanas acreditando que eram japonesas, e ocorreu um incidente esporádico de fogo amigo, que deixou 28 americanos e 4 canadenses mortos, com 50 feridos de cada lado. O progresso também foi prejudicado por minas, bombas cronometradas, detonações acidentais de munição, acidentes com veículos e armadilhas. Uma mina japonesa perdida também causou o USS Abner Read (DD-526) a perder um grande pedaço de sua popa. A explosão matou 71 e feriu 47.

## Galeria
| - O US Battleship Pennsylvania bombardeia Attu durante as operações de pouso de 11 de maio de 1943 - Foto aérea de um bombardeio das Forças Aéreas do Exército dos EUA na ilha de Kiska, Alasca, em 1942. - Foto de reconhecimento aéreo da Ilha Aleuta de Kiska, controlada pelos japoneses, tirada em 1943. - Navio de transporte japonês queimando em Kiska, no Alasca, após ataque dos EUA em 18 de junho de 1942 - Tropas marcham até a praia de Adak, durante o carregamento pré-invasão para a Operação Kiska, 13 de agosto de 1943 - Os aviões Ventura patrulham os céus durante o pouso inicial dos Aliados na Ilha Kiska, 1942 - Soldados americanos descendo de suas embarcações de desembarque nas costas rochosas da Ilha Kiska, no Alasca, no dia da invasão - Desembarque dos Aliados na Ilha Kiska, Ilhas Aleutas, Alasca, 15 de agosto de 1943 |